# والی بلت
والی بلت (انگلیسی: Wally Bellett؛ زادهٔ ۱۴ نوامبر ۱۹۳۳) بازیکن فوتبال اهل بریتانیا است.
از باشگاه‌هایی که در آن بازی کرده‌است می‌توان به باشگاه فوتبال کانوی ایسلند، باشگاه فوتبال ترانمره راورز، باشگاه فوتبال چلسی، باشگاه فوتبال ابسفلیت یونایتد، باشگاه فوتبال چلمزفورد سیتی، باشگاه فوتبال پلیموث آرگیل، باشگاه فوتبال بارکینگ، باشگاه فوتبال ورکسام، و باشگاه فوتبال لیتون اورینت اشاره کرد.
وی همچنین در تیم ملی فوتبال زیر ۱۷ سال انگلستان بازی کرده‌است.